# Zalaerdőd
Zalaerdőd [zalaerdéd] je obec v Maďarsku v župě Veszprém, spadající pod okres Sümeg. Nachází se asi 15 km severozápadně od Sümegu. V roce 2015 zde žilo 232 obyvatel. Dle údajů z roku 2011 tvoří 96,4 % obyvatelstva Maďaři a 0,4 % Rumuni, přičemž 3,6 % obyvatel se ke své národnosti nevyjádřilo.

## Sousední obce
| Růžice kompasu |        | Keléd     | Jánosháza Nemeskeresztúr | Růžice kompasu |
| Růžice kompasu | Bögöte | Sever     | Hetyefő                  | Růžice kompasu |
| Růžice kompasu | Bögöte | Zalaerdőd | Hetyefő                  | Růžice kompasu |
| Růžice kompasu | Bögöte | Jih       | Hetyefő                  | Růžice kompasu |
| Růžice kompasu | Türje  | Dabronc   |                          | Růžice kompasu |